# Ohňostroje
Ohňostroje (v originále Stranizza d'amuri, též La stranezza dell'amore) je italský dramatický film z roku 2023, který režíroval Giuseppe Fiorello inspirován dvojnásobnou vraždou z roku 1980. Snímek měl světovou premiéru 23. března 2023.

## Děj
Zatímco celá Itálie v létě 1982 sleduje v televizi fotbalové mistrovství světa ve Španělsku, život 17letého Gianniho se zcela změní. Žije se svou matkou Linou na Sicílii a jako gay je šikanován svými vrstevníky. Při nehodě se svým mopedem potkává 16letého Nina. Přátelství mezi oběma chlapci se pomalu rozvine v milostný vztah. Nedbají příliš na názory okolí a chtějí žít svobodně. Jejich konzervativní rodiny však chtějí tento vztah ukončit.

## Obsazení
| Gabriele Pizzurro        | Nino    |
| Samuele Segreto          | Gianni  |
| Simone Raffaele Cordiano | Totò    |
| Antonio De Matteo        | Alfredo |
| Simona Malato            | Lina    |
| Fabrizia Sacchi          | Carmela |

## Historické pozadí
Děj filmu je inspirován dvojnásobnou vraždou, která vstoupila do italské kriminální historie jako „Delitto di Giarre“ (zločin z Giarre). Stala se 31. října 1980 v Giarre v provincii Katánie a měla velký význam pro italské homosexuální hnutí, protože vedla k vytvoření LGBT asociace Arcigay. Dva mladíci, 25letý Giorgio a 15letý Antonio, kteří byli dva týdny pohřešovaní, byli nalezeni mrtví.

## Ocenění
- Mezinárodní filmový festival Karlovy Vary: nominace na cenu diváků v sekci Horizonty
- Sindacato Nazionale Giornalisti Cinematografici Italiani: nejlepší začínající režisér (Giuseppe Fiorello), cena Graziella Bonacchi (Samuele Segreto a Gabriele Pizzurro), nominace za nejlepší kostýmy (Nicoletta Taranta)
- Nastro d'Argento: nejlepší začínající režisér (Giuseppe Fiorello)
- Premio Atena Nike: nejlepší mladý herec (Gabriele Pizzurro a Samuele Segreto)